# 田久保英夫
田久保 英夫（たくぼ ひでお、1928年1月25日 - 2001年4月14日）は、東京府東京市浅草区（現在の東京都台東区）出身の小説家。慶應義塾大学仏文科卒。精緻な文体で男女間の心理の陰翳を描き、短篇の名手として知られた。

## 来歴・人物
東京府東京市浅草区浅草田中町（現在の東京都台東区日本堤）生れ。父は小峰秀次郎、母は田久保ハル。下町の料亭で育つ。慶應義塾大学文学部フランス文学科卒業。山川方夫らと第三次『三田文学』を刊行した。1954年、戯曲「金婚式」を同誌に発表。以後「三田文学」編集及び執筆に携わる。1959年、『緑の年』を『新潮』に発表し文壇デビューするが、幼少時の体験を描いた『解禁』（1961年）で第46回芥川賞候補となり、注目される。その後、第47回（『睡蓮』にて）、第48回（『奢りの春』にて）と候補になるが、『深い河』で芥川賞を受賞したのは1969年（第61回）、41歳の時だった。
1985年から2000年まで、芥川賞選考委員。短編の名手と言われた。
2001年4月14日、食道癌による動脈破裂のため、東京都渋谷区代々木八幡の病院で死去。戒名は華文院釈世英で、遺骨は東京都立八柱霊園に埋葬された。

## 受賞歴
- 1969年、『深い河』で芥川賞
- 1976年、『髪の環』（短編集）で毎日出版文化賞
- 1979年、『触媒』で芸術選奨文部大臣賞
- 1985年、短編『辻火』で川端康成文学賞
- 1986年、『海図』で読売文学賞
- 1997年、『木霊集』で野間文芸賞

## 著書

### 長編
- 『触媒』文藝春秋 1978
- 『花闇』新潮社 1978
- 『雨飾り』講談社 1980
- 『緋の山』集英社 1988
- 『しらぬひ』福武書店 1990
- 『川の手物語』新潮社 1994
- 『空の華』文藝春秋 1996
- 『仮装』新潮社 2001

### 短編集・作品選集
- 『解禁』新潮社 1963  
  - 収録作品：解禁 / 埠頭 / 緑の年
- 『遠く熱い時間』文藝春秋 1969　「奢りの春」集英社文庫　  
  - 収録作品：遠く熱い時間 / 睡蓮 / 奢りの春
- 『深い河』新潮社 1969
  - 収録作品：深い河 / 遠い夏から / 水いらず / 樹蔭
- 『水中花』新潮社 1970 のち集英社文庫　 
  - 収録作品：水中花 / 犬の関係 / 冬の陰画 / 蝕の光景
- 『虹時計』講談社 1972 
  - 収録作品：虹時計 / 静かな樹木 / 樹下再訪
- 『薔薇の眠り』中央公論社 1972　のち文庫　
  - 収録作品：薔薇の眠り / 光る朝 / 悪い掌 / 不在の時 / 指の世界
- 『新鋭作家叢書　田久保英夫集』河出書房新社 1972 
  - 収録作品：解禁 / 奢りの春 / 深い河 / 遠い夏から / 茜の空 / 不可視なるものへの試み
- 『髪の環』講談社、1976　のち文庫　
  - 収録作品：髪の環 / 月かげ / 蜜の味 / 夢の谷 / 河明り / 朝の通り / 夏野 / 羽搏き / 雫
- 『女人祭』講談社 1979 - 連作短編集
  - 収録作品：果実 / 星屑 / 海馬 / 猫目 / 幻燈 / 剥製 / 櫻雨 / 風琴
- 『蕾をめぐる七つの短篇』講談社 1983  
  - 収録作品：蕾 / 分身たち / 衣裳 / 春昼 / 木婚式 / 絃楽 / 百日紅
- 『海図』講談社 1985  のち文芸文庫 - 連作短編集
  - 収録作品：海図 / 風の木 / 野生 / 凪 / 夕の諧調 / 草の路 / 水宴
- 『辻火』講談社 1986  のち文芸文庫　
  - 収録作品：辻火 / 菖蒲 / 桧垣 / 浮標
- 『青を風に晒して』新潮社 1987 
  - 収録作品：青い朝 / 黒い春 / 紅の砂 / 緑の雫
- 『氷夢』講談社 1989 - 連作短編集
  - 収録作品：氷夢 / 双鏡 / 風祭 / 海溟 / 沃野 / 茜草 / 濤声
- 『夢ごころ 現代能楽抄』新潮社 1991 
  - 収録作品：高砂 / 斑女 / 紅葉狩 / 石橋 / 井筒 / 求塚 / 二人静 / 綾鼓 / 野宮
- 『木霊集』新潮社 1997 
  - 収録作品：レイシーの実 / 胡桃割り / 白光の森 / 静か石 / 天の帆船 / 草上宴 / 木霊
- 『生魄』文藝春秋 2001 
  - 収録作品：菌糸 / 瑞月 / 行方 / 白蝋 / 生魄
- 『深い河・辻火』講談社文芸文庫 2014
  - 収録作品：深い河 / 髪の環 / 蕾 / 氷夢 / 辻火 / レイシーの実 / 生魄

### 随筆
- 『不意の視野』北洋社 1975
- 『滞郷音信』慶應義塾大学出版会 2003

### 共著
- 『古今和歌集 新潮古典文学アルバム』小町谷照彦共著　1991

## 参考
- デジタル版日本人名大辞典